# Fodina sarmentosa
Fodina sarmentosa är en fjärilsart som beskrevs av Felder 1874. Fodina sarmentosa ingår i släktet Fodina och familjen nattflyn. Inga underarter finns listade i Catalogue of Life.